# فرانك هاريس هيتشكوك
فرانك هاريس هيتشكوك هو قانوني وسياسي أمريكي، ولد في 5 أكتوبر 1867 في أمهرست في الولايات المتحدة، وتوفي في 25 أغسطس 1935 في توسان في الولايات المتحدة. نشط حزبياً في الحزب الجمهوري.